# Anasol (álbum)
Anasol es el tercer álbum de la cantante colombiana homónima y el primero con la compañía discográfica Univisión Records lanzado el 30 de agosto de 2005. 
El disco contiene 12 canciones, 8 de las cuales provienen de su segundo álbum "Astros". Entre las canciones exclusivas del álbum se destacan los éxitos "Sentimiento", la cual llegó hasta el número #31 en el Billboard Latin Pop chart, y "Nace", el cual fue el segundo sencillo de promoción. Ambos sencillos contaron con su respectivo videoclip, los cuales fueron dirigidos por el argentino Gustavo Garzón.
El video "Nace" fue nominado a un Premio Lo Nuestro en 2006 por video del año, pero perdió contra Nada es para siempre de Luis Fonsi.

## Lista de canciones
| N.º   | Título                   | Escritor(es)           | Duración |  |
| 1.    | «Sentimiento»            | A. Escobar/D. Cárdenas | 4:18     |  |
| 2.    | «Nace»                   | A. Escobar/D. Cárdenas | 3:57     |  |
| 3.    | «Sube el alma»           | A. Escobar/L. F. Ochoa | 3:30     |  |
| 4.    | «Dame»                   | A. Escobar/L. F. Ochoa | 3:28     |  |
| 5.    | «Sin miedo a caer»       | A. Escobar/L. F. Ochoa | 3:40     |  |
| 6.    | «Amantes invisibles»     | A. Escobar/L. F. Ochoa | 4:17     |  |
| 7.    | «Voy volando»            |                        | 3:36     |  |
| 8.    | «Búscame»                | A. Escobar/L. F. Ochoa | 3:36     |  |
| 9.    | «Siluetas»               |                        | 3:11     |  |
| 10.   | «Astros»                 |                        | 3:17     |  |
| 11.   | «Si no llegó»            | A. Escobar/L. F. Ochoa | 3:54     |  |
| 12.   | «Sentimiento [Club Mix]» | A. Escobar/D. Cárdenas | 7:51     |  |
| 46:35 |                          |                        |          |  |